# Carlos Bonilla Machorro
Carlos Bonilla Machorro fue presbítero católico, político y escritor mexicano. (Nació en 1933 en Perote, Veracruz y murió el 17 de octubre de 2009 en la Xalapa, Veracruz). Conocido como el "cura-guerrillero" por su relación con guerrilleros y su lucha social.

## Estudios
Estudió humanidades, filosofía, y teología en Xalapa, después fue enviado a Roma a estudiar ciencias sociales. Se ordenó presbítero en 1959.

## Párroco
Todo su ministerio sacerdotal lo llevó a cabo en dos parroquias, en la de Soledad de Doblado, Veracruz y en la parroquia de Nuestra Señora de Fátima en Carlos A. Carrillo, Veracruz. 
En Soledad de Doblado ejerció como párroco solo dos años. 
En Carlos A. Carrillo su apostolado duró 32 años, inició el 25 de marzo de 1966 y terminó en 1998. Desde su puesto de párroco participó en luchas sociales como fueron la de 1971-1972 y la creación del municipio de Carlos A. Carrillo, segregándose del municipio de Cosamaloapan en la década de 1990s.
Abrazo desde muy temprano la teología de la liberación, corriente dentro de la Iglesia católica que tenía al obispo de Cuernavaca, Sergio Méndez Arceo, como el máximo seguidor en México.
En 1974 fue mediador para la liberación de Rubén Figueroa Figueroa secuestrado por el guerrillero Lucio Cabañas. El secuestro se llevó a cabo el 30 de mayo, cuando Rubén Figueroa era senador y candidato a gobernador en el estado de Guerrero. El gobierno federal al conocer la relación que existía entre el guerrillero Cabañas y el padre Bonilla, lo buscó para que fuera uno de los mediadores. La liberación de Rubén Figueroa fue el 8 de septiembre, tras el pago del rescate de 50 millones.

## Escritor
Autor de más de 15 libros, entre los cuales están:
Caña Amarga (1975, 2a. edición 1981)
El diablo mi párroco (1981)
Ejercicio de guerrillero (1981 y 2a. edición 1983)
El más profundo infierno (1983)
Participó dando su testimonio en el libro:
El movimiento cañero en Veracruz (2008)